# Wilton (scheepswerf)

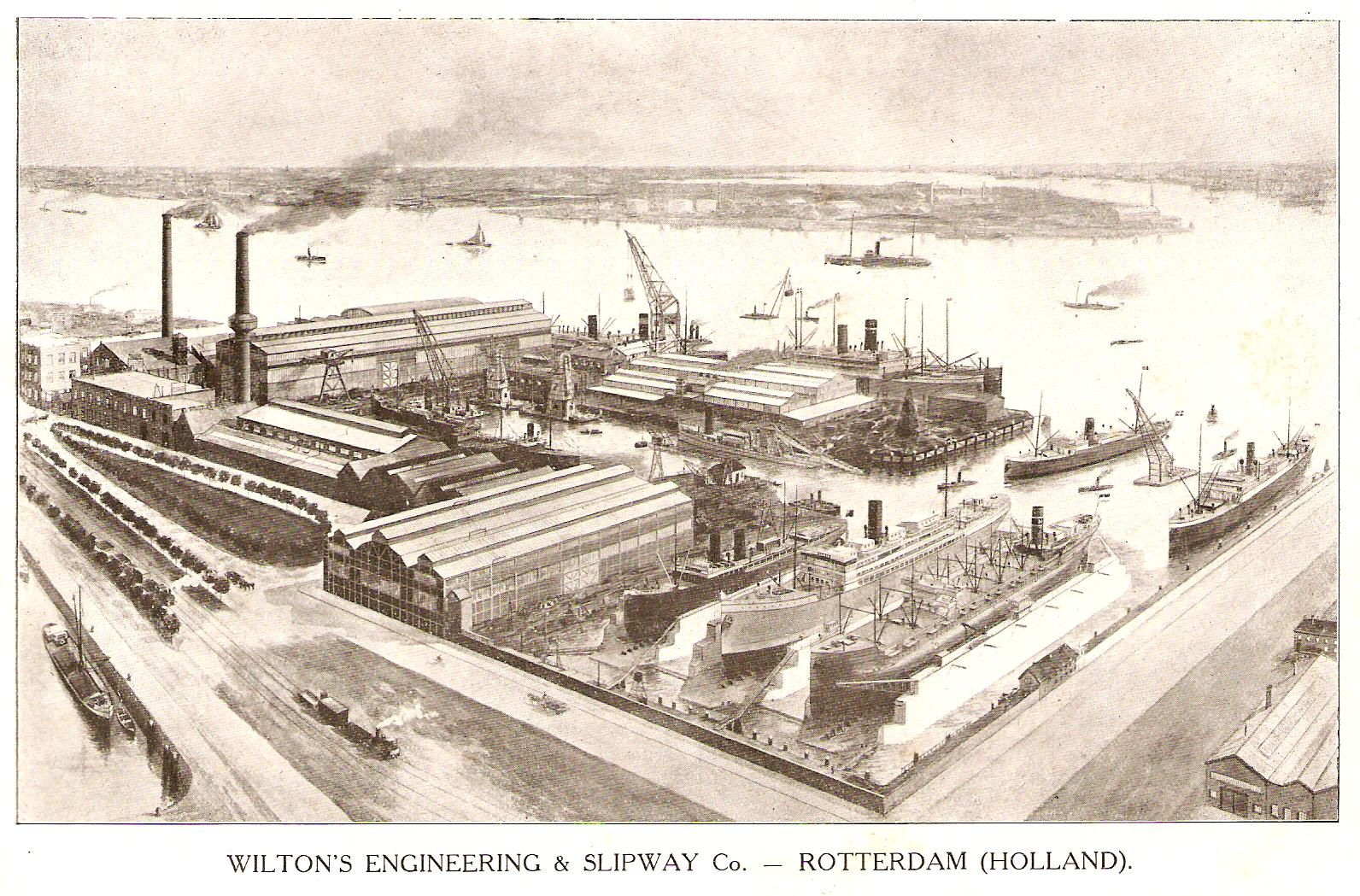
Wilton engineering and slipway Co. 1918

Onder de naam Wilton was van 1854 tot 1929 een smederij en later scheepswerf en machinefabriek actief, aanvankelijk gevestigd in Rotterdam en vanaf 1920 ook in Schiedam. Ondanks diverse naamsveranderingen stond het bedrijf in de volksmond bekend als 'Wilton'.
De scheepswerf kwam voort uit het bedrijf van Bartel Wilton senior (1798-1858) en junior (1828-1898), die samen begin 1854 een bestaande huissmederij aan de Baan overnamen. Bartel junior bouwde deze al snel uit tot van een traditioneel bedrijf (wel met galvaniseerinrichting en fietsenhandel) tot een scheepssmederij waar vanaf 1876 ook stoomkracht toepassing vond. Als gevolg van de toenemende reparaties aan schepen kwam in 1876 een eigen reparatiewerf tot stand, waar sinds 1882 ook nieuwbouw plaatsvond. Vanaf 1877 werden stoomketels vervaardigd en ook (scheeps)stoommachines. De zaken werden voortdurend uitgebreid. In 1882 telde het bedrijf 40 werklieden, in 1889 160 en in 1897 575. Op 14 februari 1895 werd het bedrijf omgezet in een naamloze vennootschap: NV Machinefabriek voorheen onder de firma B. Wilton (met een maatschappelijk kapitaal van f 300.000), met de twee oudste zonen, Bartel III (al in 1889 medevennoot) en Henri als mededirecteur. Na het overlijden van Bartel II werden zij formeel directeur en eigenaar, waarna binnen enkele jaren hun jongere broers William (Willy), in 1902 en 1906 gevolgd door respectievelijk James en Jan Daniel (Daniel), bij het goed renderende familiebedrijf kwamen te werken. In 1901 werd de naam gewijzigd in NV Wilton's Machinefabriek en Scheepswerf (met een maatschappelijk kapitaal van f 2 miljoen, waarvan 1,25 geplaatst), in 1921 in NV Wilton's Dok- en Werf Maatschappij. Het telde toen een 4000 werklieden. Het bleef een familiebedrijf, de aandelen waren in handen van familieleden en de winsten werden vooral in de uitbreidingen en reserves gestoken, de dividenduitkeringen bleven beperkt.
Aanvankelijk was Wilton gevestigd in Rotterdam aan De Baan en de Westzeedijk (thans Parkhaven). In 1903 verhuisde Wilton naar de Ruigeplaat aan de Westkousdijk in Rotterdam-Delfshaven, waar een compleet nieuw bedrijf, inclusief een ijzergieterij was opgericht en dat regelmatig uitgebreid werd, onder meer in 1912 met een inrichting voor de vervaardiging van zware assen met een hydraulische pers van 2000 ton. De scheepsreparatie kon vanaf 1907 beschikken over eigen dokken, waarvan er uiteindelijk in 1920 4 beschikbaar waren, van respectievelijk 7500, 8000, 14000 en 46000 ton. In 1911 werd een terrein van 68 ha. aan de Vijfsluizen in Schiedam aangekocht en geleidelijk gebruiksgereed gemaakt inclusief een gewapend beton dok totdat het in 1921 in gebruik werd genomen. Sindsdien had het bedrijf twee vestigingen.
Wilton fuseerde in 1929 met de Maatschappij voor Scheeps- en Werktuigbouw Fijenoord te Rotterdam tot NV Dok en Werf Maatschappij Wilton-Fijenoord.
In 1969 werd de werf in Delfshaven gesloten. Hier ligt nu de wijk Schiemond, waar de oude directievilla het enige is wat van de werf is overgebleven.